# Дос Рамос, Кимберли
Кимберли дос Рамос де Соуса (исп. Kimberly Dos Ramos de Sousa, род. 15 апреля 1992, Каракас, Венесуэла) венесуэльская актриса и телеведущая.
Карьеру начала в детстве, снимаясь в рекламе и телепередачах. Чуть позже начала сниматься в сериалах канала RCTV. Её первыми ролями стали работы в сериалах «Пусть Небо объяснит мне» и «Взбирающаяся».
В 2011 году Кимберли переехала в Майами, США, где сыграла в сериале «Грачи» отрицательную роль Матильды Роман. По состоянию на 2019 год, Кимберли работает на студии Telemundo.

## Начало карьеры
Мать Кимберли родом из Португалии, а её отец — бразилец. Они получили венесуэльское гражданство. У Кимберли есть старший брат Лэнс дос Рамос, который тоже является венесуэльским актёром и певцом. С трёх лет Кимберли снималась в рекламе и каталогах.
Первый сериал, в котором она появилась, это «Куаима» производства RCTV, чуть позже она появилась в сериале «Любовь из-под палки». С 2007 года она была телеведущей детской программы «Мериенда».
В 2008 году актриса сыграла Эухению Алкой дель Касаль в сериале RCTV «Взбирающаяся». В 2009 году дос Рамос продолжила работу ведущей в программе Loco Vídeo Loco на канале RCTV Internacional, где проработала примерно 2 месяца и принимала участие в качестве ведущей в шоу «Американская модель Венесуэлы».

## Работа с 2009 года по настоящее время
В 2009 году Кимберли сыграла Карен Монтеро в последнем сериале RCTV Пусть Небо объяснит мне. Сериал был принят с теплотой венесуэльскими зрителями, но его показали через канал TELEVEN, поскольку RCTV был закрыт. Далее Кимберли снимается в сериале «Грачи», снятом для канала Nickelodeon. В этом сериале ей досталась отрицательная роль. Она играла в этом сериале с такими актёрами, как Исабелла Кастильо, Андрес Меркадо, а также со своим братом Лэнсом.
После съёмок в двух сезонах Кимберли заявила, что не будет работать над третьим сезоном, поскольку ей поступило приглашение в сериал «Лик мести» производства Telemundo. Её работа стала успешной, и актриса получила приглашение в сериал «Муж напрокат» в 2013 году. С ней играли Соня Смит, Хуан Солер, Марица Родригес.
Далее проследовали такие сериалы, как «Кто есть кто?» и «Земля королей». В 2016 году её пригласили на Televisa, где она снялась в сериале «Пришла любовь» (в другом переводе Вино любви) с русскоязычной актрисой Ириной Баевой и Габриэлем Сото.

## Основные работы в кино
| Год       | Сериал                      | Роль                              |
| --------- | --------------------------- | --------------------------------- |
| 2000      | Магия любви                 | Марта Санчес                      |
| 2001      | Больше, чем любовь, безумие | Анастасия Лара Фахардо            |
| 2002      | Женщины семьи Гонсалес      | Петуния Пинья Гонсалес            |
| 2003-2004 | Куаима                      | Бамби Касерес Ромаина             |
| 2005-2006 | Любовь из-под палки         | Хульета Сориано Лам               |
| 2008      | Взбирающаяся                | Эухения Алкой дель Касаль         |
| 2011      | Пусть Небо объяснит мне     | Карен Монтеро                     |
| 2011-2012 | Грачи                       | Матильда Роман                    |
| 2012-2013 | Лик мести                   | Катерина Альваро Крус             |
| 2013-2014 | Муж напрокат                | Патрисия Ибарра Пальмер           |
| 2014-2015 | Земля королей               | Ирина дель Хунко                  |
| 2015-2016 | Кто есть кто?               | Фернанда Монрике / Исабель Бланко |
| 2016-2017 | Вино любви                  | Грасиела Паласиос                 |
| 2018-2019 | Любовь вне закона           | София Алкосер                     |